# Веньлін
Веньлін (кит. спр. 温岭市, піньїнь: Wēnlĭng Shì) — місто-повіт в східнокитайській провінції Чжецзян, складова міста Тайчжоу.

## Географія
Веньлін лежить на березі Східнокитайського моря.

### Клімат
Місто знаходиться у зоні, котра характеризується вологим субтропічним кліматом. Найтепліший місяць — серпень із середньою температурою 27 °C (80.6 °F). Найхолодніший місяць — січень, із середньою температурою 6 °С (42.8 °F).
| Клімат Веньліна         | Клімат Веньліна | Клімат Веньліна | Клімат Веньліна | Клімат Веньліна | Клімат Веньліна | Клімат Веньліна | Клімат Веньліна | Клімат Веньліна | Клімат Веньліна | Клімат Веньліна | Клімат Веньліна | Клімат Веньліна | Клімат Веньліна |
| Показник                | Січ.            | Лют.            | Бер.            | Квіт.           | Трав.           | Черв.           | Лип.            | Серп.           | Вер.            | Жовт.           | Лист.           | Груд.           | Рік             |
| Середня температура, °C | 6               | 6,4             | 9,6             | 14,7            | 19,3            | 23              | 26,8            | 27              | 24,1            | 19,4            | 14,2            | 8,6             | 16,6            |
| Норма опадів, мм        | 53.6            | 80.1            | 117.1           | 144             | 191.3           | 210.1           | 124             | 191.6           | 197             | 86.1            | 73.9            | 47.3            | 1516.1          |
| Днів з опадами          | 14,5            | 15,8            | 19              | 18,7            | 19,2            | 18              | 13,4            | 15              | 14              | 12,4            | 12,7            | 12,9            | 185,6           |
| Вологість повітря, %    | 74.5            | 78.5            | 80.9            | 82.5            | 83.9            | 87              | 83.7            | 82.1            | 81.7            | 78              | 75.2            | 73.2            | 80.1            |
| ----------------------- | --------------- | --------------- | --------------- | --------------- | --------------- | --------------- | --------------- | --------------- | --------------- | --------------- | --------------- | --------------- | --------------- |
| Джерело: Weatherbase    |                 |                 |                 |                 |                 |                 |                 |                 |                 |                 |                 |                 |                 |